# Friedrich Girtanner
Friedrich Girtanner (* 25. Oktober 1674 in St. Gallen; † 7. Januar 1753 ebenda) war ein Bürgermeister von St. Gallen (Schweiz) und Tagsatzungsgesandter.

## Leben
Friedrich Girtanner wurde als Sohn von Johannes Girtanner, Färber, Obervogt von Bürglen, Zunftmeister und Ratsherr, geboren.
Er übte den Beruf des Färbers aus und gehörte der Schneiderzunft an, in der er 1715 Zunftmeister wurde. Von 1740 bis 1753 übte er im Dreijahresturnus die Ämter des Amtsbürgermeisters, Altbürgermeisters und Reichsvogts aus. Dazu vertrat er St. Gallen mehrfach in den eidgenössischen Tagsatzungen.
1744 war er eidgenössischer Repräsentant in Basel.
Friedrich Girtanner heiratete am 22. August 1693 Elsbetha, Tochter des Salzhändlers Josef Vonwiller. Von seinen Kindern sind namentlich bekannt:
- Johannes Girtanner (* 1699; † 1781), 1755 in den Grossen Rat gewählt, 1756 zum Zunftmeister gewählt, 1758 Presten-Amtsverwalter, 1760 Linsebühl-Pfleger, 1762 Zeugherr, 1763 Ratsherr, 1771 Kirchenrat und Steuerherr und 1772 zum Kriegsrat gewählt
- Friedrich Girtanner (* 1704; † 1769), 1747 in den Grossen Rat und 1748 zum Zunftmeister gewählt, 1753 wurde er Presten-Amtsverwalter und 1756 Spitalmeister, gab diese Stelle dann jedoch 1769 auf und verstarb kurz danach
- Johannes Girtanner (* 1705; † 1781), seit 1776 Besitzer des Schlosses Luxburg am Bodensee
- Elisabeth Girtanner, verheiratet mit Julius Hieronymus Zollikofer

## Schriften (Auswahl)
- Hochzeitliche Wunschgedichte auff das Ehren- und Freuden-Feste des vorgeachten und ehrenvesten Hr. Friderichs Gyrtanners, des vorgeachten … Herren, Herren Johannes Gyrtanners, Färber und des grossen Rahts allhie ehelichen Sohns, als Hrn. Hochzeiters, wie auch der viel-ehr-zucht- und tugendreichen Jungfrauen, Jf. Elisabetha Vonweilerin, weiland des frommen Herren, Herren Josephs Vonweilers, Salzhändlers, ehelicher hinderlassener Tochter als Jungfer Hochzeiterin, welches in vollen Freuden gehalten worden in St. Gallen den 22. Tag Augstmonats 1693. David Hochreutiner, St. Gallen 1693.